# فرانسوا مورل (بازیگر)
فرانسوا مورل (فرانسوی: François Morel‎؛ زادهٔ ۱۰ ژوئن ۱۹۵۹) هنرپیشه و فیلمساز اهل فرانسه است. وی از سال ۱۹۸۸ میلادی تاکنون مشغول فعالیت بوده‌است.

## قسمتی از فیلمشناسی
- پیر بومارشه
- بازیگران
- یک روز در موزه
- آستریکس: سرزمین خدایان
- خانواده اجاره‌ای
- کاملوت
- مبلغان
- اگر من یک مرد ثروتمند بودم